# Храм Святого Духа (Сокулук)
Храм Святого Духа в селе Сокулук — православный храм Бишкекской и Кыргызстанской епархии Среднеазиатского митрополичьего округа Русской православной церкви, расположенный по адресу Чуйская область, селе Сокулук, ул. Фрунзе № 216, в 40 километрах от Бишкека, столицы Кыргызстана.

## История
В 1996 году храм посетил Святейший Патриарх Московский и всея Руси Алексий.
В сентябре 2002 года, на территории храма был воздвигнут первый в Центральной Азии поклонный крест-мощевик. В древо креста во время освящения были вложены мощи священномученика протоиерея Владимира Цедринского. Освящение поклонного креста состоялось 26 сентября 2002 года.
Настоятель храма Святого Духа протоиерей Алексей Зайцев.